# Кубаночка
«Куба́ночка» — ранее существовавший российский женский футбольный клуб из Краснодара. Основан в 1988 году, возрождён в 2007 году, расформирован в 2020 году. Выступал на Чемпионате России. Стал бронзовым призёром Высшего дивизиона в 2019 году и трижды становился финалистом Кубка России: в 2014, 2015 и 2016 годах.

## История
В 1988 году официально образовался и стал функционировать женский клуб «Жемчужина». Основателем, главным тренером и президентом команды был Александр Такмаков. В Чемпионат ВДФСОП 1989 краснодарская команда уже под названием «Седин-Шисс» (коллектив так назывался до 1992 г.) заняла 27 место. В следующем году в Первой лиге команда стала пятой в зональном этапе, а в 91-м — второй. В 1990-м году были созданы детские и молодёжные девичьи команды.
После распада СССР в 1992 году «Седин-Шисс» была включена в состав команд высшей лиги чемпионата России. Команда располагалась в середине турнирной таблицы, но из-за недостатка средств клуб был вынужден сняться с соревнований. Детские команды под руководством тренера Виктора Бровы продолжили своё существование. В 1993 году клуб стал называться «Кубаночка» и играл среди команд Второй лиги. Шефство над командой взяла администрация Октябрьского района г. Краснодара. Главным меценатом стал заместитель руководителя администрации Октябрьского района Вячеслав Буренок, который поддерживал команду вплоть до 2001 года. В команде выступали девушки 15-17 лет, и она финишировала последней в зоне «Юг». Три футболистки — Татьяна Грибова (Зайцева), Наталья Филиппенко и Екатерина Спиненко — попали в состав молодёжной сборной России.
В 1994 году «Кубаночка» в зональных соревнованиях Второй лиги заняла в группе второе место. В Краснодаре в финальном турнире команда завоевала путёвку в Первую лигу 1995. В 1995 году три представительницы «Кубаночки» играл за молодёжною команду России, а защитник Мария Брылева была призвана в ряды национальной сборной страны. В команде несколько изменился стиль игры, были сделаны акценты на атакующие действия и средние передачи. «Кубаночка» одержала победы в 15 из 18 матчей, в 12 встречах обыграла соперников с крупным счётом, и забила больше всех голов — 64.
В высшей лиге краснодарские футболистки провели шесть последующих лет, но высоких результатов не добивались. По итогам трёх сезонов — 1996, 1997 и 1999 — «Кубаночка» финишировала шестой, были седьмое и пятое места (1998, 2000 гг.), а свой заключительный сезон, 2001 года, завершила на четвёртом месте. Из-за тяжелых финансовых проблем команда снялась с соревнований.
За эти годы в команде работали тренеры Владимир Бражников, Валерий Смагин, Александр Плошник, Александр Рубцов, Алексей Чистяков, Владимир Суренков, Владимир Шумский, Александр Чугунов, Сергей Комаров.

## Новейшая история
19 января 2007 года — вторая дата рождения «Кубаночки». Благодаря администрации Краснодарского края впервые за несколько лет была собрана новая команда. Тренером «Кубаночки» стала воспитанница кубанского футбола, бывший игрок ведущих клубов России и Германии, мастер спорта Татьяна Зайцева. Помогала ей Наталья Дыгай. На базе СДЮШОР по игровым видам спорта, возглавляемой Федором Мусатовым, была создана команда «Кубаночка-СДЮШОР», официальный дебют которой состоялся 29 апреля — команда проводила матч 1/8 финала Кубка России 2007 против ростовского клуба «СКА-Ростов». В первенстве России среди команд Первого дивизиона 2007 клуб занял пятое место, средний возраст кубанских футболисток был 16 лет.
После сезона 2009-го года «Кубаночка» вышла в высший дивизион. В сезоне 2011/12 в «Кубаночке» был сформирован дублирующий состав, который принял участие в первенстве России среди клубов Первого дивизиона 2010 и занял 12-е место. В 2014 году команда «Кубаночка-Д» вышла на первое место в турнирной таблице Первенства России среди дублирующих составов клубов высшего дивизиона. В сезоне 2013 футболистки основного состава «Кубаночки» заняли 5 место среди команд Высшего дивизиона и удержали эту позицию в следующем сезоне 2014.
В 2014 году руководство Краснодарского края приняло решение расширить клуб и создать команду первого дивизиона — «Кубаночка М». Команда была полностью укомплектована кубанскими футболистками, средний возраст которых был 15 лет. Руководил коллективом главный тренер Вячеслава Ждакова и помощник Арчила Кочуа.
В сезоне 2019 клуб добился лучшего достижения в своей истории — завоевал бронзовые медали чемпионата России.
В январе 2020 «Кубаночка» начала подготовку к сезону 2020, подписала новых игроков, однако уже 4 февраля было объявлено о ликвидации команды с созданием, отчасти на её базе, нового клуба «Краснодар».

## Достижения

### Титульные
- Бронзовый призёр Чемпионата России: 2019
- Победитель Первой лиги/Первого дивизиона России: 1995, 2009
- Серебряный призёр Второй лиги: 1994
- Финалист Кубка России: 2014, 2015, 2016
- 27-е место Высшей лиги Чемпионата ВДФСОП: 1989
- 2-е место в третьей зоне Первой лиги Чемпионата СССР: 1991
- 2-й отборочный этап Кубка СССР: 1991

- - Вторая команда «Кубаночка»-2 — победитель Первого дивизиона 2018

### Матчевые
Самые крупные победы
- 7:1 — самая крупная победа клуба в Чемпионате (в матче «Сююмбике-Зилант» (Зеленодольск)—«Кубаночка», ? 1996)
- 1:0 — самая крупная победа клуба в Кубке СССР (в матче «Седин-Шисс»—«Кодру» (Кишинев), ? 1991)
- 9:0 — самая крупная победа клуба в Кубке России (в матче «Кубаночка»—«СШ по футболу» (Краснодар), 2 июня 2017)

Самые крупные поражения
- 0:8 — самое крупное поражение клуба в Чемпионате (в матче «Энергия» (Воронеж)—«Кубаночка», 28 июня 2010)
- 1:4 — самое крупное поражение клуба в Кубке СССР (в матче «Легенда» (Чернигов)—«Седин-Шисс», ? 1991)
- 0:7 — самое крупное поражение клуба в Кубке России (в матче «Россиянка» (Красноармейск)—«Кубаночка», 17 июня 2008)

## Статистика выступлений
без учёта мячей забитых в сериях послематчевых пенальти
с учётом технических результатов

| Сезон                                                   | Клуб                                                 | Чемпионат ВДФСОП                                     | Чемпионат ВДФСОП                                     | Чемпионат ВДФСОП                                     | Чемпионат ВДФСОП                                     | Чемпионат ВДФСОП                                     | Чемпионат ВДФСОП                                     | Чемпионат ВДФСОП                                     | Чемпионат ВДФСОП                                     | Чемпионат ВДФСОП                                     | Чемпионат ВДФСОП                                     | Чемпионат ВДФСОП                                     | Чемпионат ВДФСОП                                     | Кубок                                                | Источники                                            |
| Сезон                                                   | Клуб                                                 | Лига/Дивизион                                        | Этап                                                 | Этап                                                 | Место                                                | И                                                    | В                                                    | Н                                                    | П                                                    | МЗ                                                   | МП                                                   | РМ                                                   | О                                                    | Кубок                                                | Источники                                            |
| ------------------------------------------------------- | ---------------------------------------------------- | ---------------------------------------------------- | ---------------------------------------------------- | ---------------------------------------------------- | ---------------------------------------------------- | ---------------------------------------------------- | ---------------------------------------------------- | ---------------------------------------------------- | ---------------------------------------------------- | ---------------------------------------------------- | ---------------------------------------------------- | ---------------------------------------------------- | ---------------------------------------------------- | ---------------------------------------------------- | ---------------------------------------------------- |
| 1989                                                    | Жемчужина                                            | Высшая лига                                          | Третья зона                                          | Третья зона                                          | 10 из 10                                             | 18                                                   | 2                                                    | 5                                                    | 11                                                   | 11                                                   | 27                                                   | -16                                                  | 9                                                    | не проводился                                        | [ 5 ]                                                |
| 1989                                                    | Жемчужина                                            | Высшая лига                                          | Турнир за 25 место                                   | Турнир за 25 место                                   | 27 из 30                                             | 6                                                    | 1                                                    | 3                                                    | 2                                                    | 3                                                    | 5                                                    | -2                                                   | 5                                                    | не проводился                                        | [ 5 ]                                                |
| 1989                                                    | Жемчужина                                            | Высшая лига                                          | Высшая лига ВДФСОП 1989 (Итог)                       | Высшая лига ВДФСОП 1989 (Итог)                       | 27 из 30                                             | 24                                                   | 3                                                    | 8                                                    | 13                                                   | 14                                                   | 32                                                   | -18                                                  | 14                                                   | не проводился                                        | [ 5 ]                                                |
|                                                         |                                                      | Чемпионат СССР                                       |                                                      |                                                      |                                                      |                                                      |                                                      |                                                      |                                                      |                                                      |                                                      |                                                      |                                                      |                                                      |                                                      |
| 1990                                                    | Седин-Шисс                                           | Первая лига                                          | Первая зона                                          | Первая зона                                          | 5 из 12                                              | 22                                                   | 10                                                   | 6                                                    | 6                                                    | 38                                                   | 14                                                   | +24                                                  | 26                                                   | не проводился                                        | [ 5 ] [ 6 ]                                          |
| 1991                                                    | Седин-Шисс                                           | Первая лига                                          | Третья зона                                          | Третья зона                                          | 2 из 8                                               | 14                                                   | 8                                                    | 3                                                    | 3                                                    | 31                                                   | 10                                                   | +21                                                  | 19                                                   | 2ОТ                                                  | [ 5 ] [ 7 ]                                          |
|                                                         |                                                      | Чемпионат России                                     |                                                      |                                                      |                                                      |                                                      |                                                      |                                                      |                                                      |                                                      |                                                      |                                                      |                                                      |                                                      |                                                      |
| 1992                                                    | Седин-Шисс                                           | Высшая лига                                          | —                                                    | —                                                    | 15 из 15                                             | 28                                                   | 2                                                    | 2                                                    | 24                                                   | 8                                                    | 30                                                   | -22                                                  | 6                                                    | ¼ финала                                             | [ 5 ] [ 8 ]                                          |
| 1993                                                    | Кубаночка                                            | Вторая лига                                          | Центральная зона                                     | Центральная зона                                     | 4 из 4                                               | 12                                                   | 1                                                    | 0                                                    | 11                                                   | 5                                                    | 36                                                   | -31                                                  | 2                                                    | не участвовал                                        | [ 5 ] [ 9 ]                                          |
| 1994                                                    | Кубаночка                                            | Вторая лига                                          | Основной турнир, Западная зона                       | Основной турнир, Западная зона                       | 2 из 9                                               | 16                                                   | 12                                                   | 2                                                    | 2                                                    | 30                                                   | 11                                                   | +19                                                  | 26                                                   | 1ОТ                                                  | [ 10 ]                                               |
| 1994                                                    | Кубаночка                                            | Вторая лига                                          | Переходный турнир                                    | Переходный турнир                                    | 2 из 4                                               | 3                                                    | 2                                                    | 0                                                    | 1                                                    | 6                                                    | 3                                                    | +3                                                   | 4                                                    | 1ОТ                                                  | [ 10 ]                                               |
| 1994                                                    | Кубаночка                                            | Вторая лига                                          | Вторая лига 1994 (Итог)                              | Вторая лига 1994 (Итог)                              | 2 из 4                                               | 19                                                   | 14                                                   | 2                                                    | 3                                                    | 36                                                   | 14                                                   | +22                                                  | 30                                                   | 1ОТ                                                  | [ 10 ]                                               |
| 1995                                                    | Кубаночка                                            | Первая лига                                          | —                                                    | —                                                    | 1 из 10                                              | 18                                                   | 15                                                   | 2                                                    | 1                                                    | 64                                                   | 11                                                   | +53                                                  | 47                                                   | ¼ финала                                             | [ 11 ]                                               |
| 1996                                                    | Кубаночка                                            | Высшая лига                                          | —                                                    | —                                                    | 6 из 12                                              | 22                                                   | 9                                                    | 2                                                    | 11                                                   | 33                                                   | 43                                                   | -10                                                  | 29                                                   | ⅛ финала                                             | [ 12 ]                                               |
| 1997                                                    | Кубаночка                                            | Высшая лига                                          | —                                                    | —                                                    | 6 из 10                                              | 18                                                   | 6                                                    | 3                                                    | 9                                                    | 15                                                   | 22                                                   | -7                                                   | 21                                                   | ½ финала                                             | [ 13 ]                                               |
| 1998                                                    | Кубаночка                                            | Высший дивизион                                      | —                                                    | —                                                    | 7 из 9                                               | 16                                                   | 4                                                    | 3                                                    | 9                                                    | 16                                                   | 29                                                   | -13                                                  | 15                                                   | ½ финала                                             | [ 14 ]                                               |
| 1999                                                    | Кубаночка                                            | Высший дивизион                                      | 1 этап                                               | 1 этап                                               | 6 из 8                                               | 14                                                   | 4                                                    | 3                                                    | 7                                                    | 15                                                   | 22                                                   | -7                                                   | 15                                                   | ¼ финала                                             | [ 15 ]                                               |
| 1999                                                    | Кубаночка                                            | Высший дивизион                                      | Турнир за 5 место                                    | Турнир за 5 место                                    | 6 из 8                                               | 6                                                    | 2                                                    | 1                                                    | 3                                                    | 7                                                    | 7                                                    | 0                                                    | 7                                                    | ¼ финала                                             | [ 15 ]                                               |
| 1999                                                    | Кубаночка                                            | Высший дивизион                                      | Высший дивизион 1999 (Итог)                          | Высший дивизион 1999 (Итог)                          | 6 из 8                                               | 20                                                   | 6                                                    | 4                                                    | 10                                                   | 22                                                   | 29                                                   | -7                                                   | 18                                                   | ¼ финала                                             | [ 15 ]                                               |
| 2000                                                    | Кубаночка                                            | Высший дивизион                                      | —                                                    | —                                                    | 4 из 9                                               | 16                                                   | 9                                                    | 1                                                    | 6                                                    | 22                                                   | 20                                                   | +2                                                   | 28                                                   | ¼ финала                                             | [ 16 ]                                               |
| 2001                                                    | Кубаночка                                            | Высший дивизион                                      | 1 этап                                               | 1 этап                                               | 5 из 9                                               | 16                                                   | 7                                                    | 3                                                    | 6                                                    | 22                                                   | 17                                                   | +5                                                   | 24                                                   | снялся                                               | [ 17 ]                                               |
| 2001                                                    | Кубаночка                                            | Высший дивизион                                      | Турнир за 1 место                                    | Турнир за 1 место                                    | 5 из 9                                               | 8                                                    | 3                                                    | 0                                                    | 5                                                    | 8                                                    | 21                                                   | -13                                                  | 9                                                    | снялся                                               | [ 17 ]                                               |
| 2001                                                    | Кубаночка                                            | Высший дивизион                                      | Высший дивизион 2001 (Итог)                          | Высший дивизион 2001 (Итог)                          | 5 из 9                                               | 24                                                   | 10                                                   | 3                                                    | 11                                                   | 30                                                   | 38                                                   | -8                                                   | 33                                                   | снялся                                               | [ 17 ]                                               |
| 2002                                                    | Кубаночка                                            | —                                                    | —                                                    | —                                                    | —                                                    | —                                                    | —                                                    | —                                                    | —                                                    | —                                                    | —                                                    | —                                                    | —                                                    | снялся                                               | [ 18 ]                                               |
| Новая история: Чемпионат России по футболу среди женщин |                                                      |                                                      |                                                      |                                                      |                                                      |                                                      |                                                      |                                                      |                                                      |                                                      |                                                      |                                                      |                                                      |                                                      |                                                      |
| 2007                                                    | Кубаночка-СДЮШОР                                     | Первый дивизион                                      | —                                                    | —                                                    | 5 из 8                                               | 14                                                   | 5                                                    | 5                                                    | 4                                                    | 13                                                   | 12                                                   | +1                                                   | 20                                                   | ⅛ финала                                             | [ 19 ]                                               |
| 2008                                                    | Кубаночка                                            | Первый дивизион                                      | Предварительный этап, зона Южная                     | Предварительный этап, зона Южная                     | 2 из 4                                               | 12                                                   | 9                                                    | 1                                                    | 2                                                    | 34                                                   | 5                                                    | +29                                                  | 28                                                   | ¼ финала                                             | [ 20 ]                                               |
| 2008                                                    | Кубаночка                                            | Первый дивизион                                      | Финальный этап                                       | группа А                                             | 2 из 4                                               | 3                                                    | 2                                                    | 0                                                    | 1                                                    | 5                                                    | 2                                                    | +3                                                   | 6                                                    | ¼ финала                                             | [ 20 ]                                               |
| 2008                                                    | Кубаночка                                            | Первый дивизион                                      | Финальный этап                                       | Плей-офф за 1-4 места                                | 3 из 8                                               | 2                                                    | 1                                                    | 0                                                    | 1                                                    | 5                                                    | 2                                                    | +3                                                   | —                                                    | ¼ финала                                             | [ 20 ]                                               |
| 2008                                                    | Кубаночка                                            | Первый дивизион                                      | Первый дивизион 2008 (Итог)                          | Первый дивизион 2008 (Итог)                          | 3 из 8                                               | 17                                                   | 12                                                   | 1                                                    | 4                                                    | 44                                                   | 9                                                    | +35                                                  | —                                                    | ¼ финала                                             | [ 20 ]                                               |
| 2009                                                    | Кубаночка                                            | Первый дивизион                                      | Предварительный этап, зона Юг                        | Предварительный этап, зона Юг                        | 1 из 7                                               | 12                                                   | 11                                                   | 1                                                    | 0                                                    | 84                                                   | 1                                                    | +83                                                  | 34                                                   | не участвовал                                        | [ 21 ]                                               |
| 2009                                                    | Кубаночка                                            | Первый дивизион                                      | Финальный этап                                       | группа Б                                             | 1 из 5                                               | 4                                                    | 4                                                    | 0                                                    | 0                                                    | 23                                                   | 1                                                    | +22                                                  | 12                                                   | не участвовал                                        | [ 21 ]                                               |
| 2009                                                    | Кубаночка                                            | Первый дивизион                                      | Финальный этап                                       | Плей-офф за 1-4 места                                | 1 из 10                                              | 2                                                    | 2                                                    | 0                                                    | 0                                                    | 4                                                    | 0                                                    | +4                                                   | —                                                    | не участвовал                                        | [ 21 ]                                               |
| 2009                                                    | Кубаночка                                            | Первый дивизион                                      | Первый дивизион 2009 (Итог)                          | Первый дивизион 2009 (Итог)                          | 1 из 10                                              | 18                                                   | 17                                                   | 1                                                    | 0                                                    | 111                                                  | 2                                                    | +109                                                 | —                                                    | не участвовал                                        | [ 21 ]                                               |
| 2010                                                    | Кубаночка                                            | Высший дивизион                                      | —                                                    | —                                                    | 7 из 7                                               | 24                                                   | 1                                                    | 2                                                    | 21                                                   | 7                                                    | 69                                                   | -62                                                  | 5                                                    | снялся                                               | [ 22 ]                                               |
| 2011/12                                                 | Кубаночка                                            | Высший дивизион                                      | —                                                    | —                                                    | 6 из 8                                               | 28                                                   | 7                                                    | 3                                                    | 18                                                   | 19                                                   | 53                                                   | -34                                                  | 24                                                   | ¼ финала                                             | [ 23 ]                                               |
| 2012/13                                                 | Кубаночка                                            | Высший дивизион                                      | Первый этап                                          | Первый этап                                          | 6 из 8                                               | 14                                                   | 3                                                    | 2                                                    | 9                                                    | 13                                                   | 25                                                   | -12                                                  | 11                                                   | не проводился                                        | [ 24 ]                                               |
| 2012/13                                                 | Кубаночка                                            | Высший дивизион                                      | Второй этап (5-8 места)                              | Второй этап (5-8 места)                              | 6 из 8                                               | 6                                                    | 5                                                    | 0                                                    | 1                                                    | 16                                                   | 2                                                    | +14                                                  | 15                                                   | не проводился                                        | [ 24 ]                                               |
| 2012/13                                                 | Кубаночка                                            | Высший дивизион                                      | Высший дивизион 2012/13 (Итог)                       | Высший дивизион 2012/13 (Итог)                       | 6 из 8                                               | 20                                                   | 8                                                    | 2                                                    | 10                                                   | 29                                                   | 27                                                   | +2                                                   | 26                                                   | не проводился                                        | [ 24 ]                                               |
| 2013                                                    | Кубаночка                                            | Высший дивизион                                      | —                                                    | —                                                    | 5 из 8                                               | 14                                                   | 4                                                    | 4                                                    | 6                                                    | 16                                                   | 25                                                   | -9                                                   | 16                                                   | ⅛ финала                                             | [ 25 ]                                               |
| 2014                                                    | Кубаночка                                            | Высший дивизион                                      | Предварительный этап                                 | Предварительный этап                                 | 5 из 7                                               | 11                                                   | 3                                                    | 5                                                    | 3                                                    | 5                                                    | 8                                                    | -3                                                   | 14                                                   | Финалист                                             | [ 26 ]                                               |
| 2014                                                    | Кубаночка                                            | Высший дивизион                                      | Финальный этап (5-6 места)                           | Финальный этап (5-6 места)                           | 5 из 6                                               | 2                                                    | 0                                                    | 1                                                    | 1                                                    | 1                                                    | 2                                                    | -1                                                   | 1                                                    | Финалист                                             | [ 26 ]                                               |
| 2014                                                    | Кубаночка                                            | Высший дивизион                                      | Высший дивизион 2014 (Итог)                          | Высший дивизион 2014 (Итог)                          | 5 из 6                                               | 13                                                   | 3                                                    | 6                                                    | 4                                                    | 6                                                    | 10                                                   | -4                                                   | 15                                                   | Финалист                                             | [ 26 ]                                               |
| 2015                                                    | Кубаночка                                            | Высший дивизион                                      | —                                                    | —                                                    | 5 из 6                                               | 20                                                   | 6                                                    | 6                                                    | 8                                                    | 20                                                   | 27                                                   | -7                                                   | 24                                                   | Финалист                                             | [ 27 ]                                               |
| 2016                                                    | Кубаночка                                            | Высший дивизион                                      | —                                                    | —                                                    | 6 из 6                                               | 15                                                   | 1                                                    | 2                                                    | 12                                                   | 13                                                   | 37                                                   | -24                                                  | 5                                                    | Финалист                                             | [ 28 ] [ 29 ] [ 30 ]                                 |
| 2017                                                    | Кубаночка                                            | Высший дивизион                                      | —                                                    | —                                                    | 5 из 8                                               | 14                                                   | 3                                                    | 4                                                    | 7                                                    | 13                                                   | 19                                                   | -6                                                   | 13                                                   | ¼ финала                                             | [ 31 ] [ 32 ] [ 33 ]                                 |
| 2018                                                    | Кубаночка                                            | Высший дивизион                                      | —                                                    | —                                                    | 5 из 8                                               | 14                                                   | 6                                                    | 2                                                    | 6                                                    | 17                                                   | 14                                                   | +3                                                   | 20                                                   | ¼ финала                                             | [ 34 ] [ 35 ] [ 36 ]                                 |
| 2019 (сезон)                                            | Кубаночка                                            | Высший дивизион                                      | —                                                    | —                                                    | из 8                                                 | 21                                                   | 10                                                   | 5                                                    | 6                                                    | 22                                                   | 22                                                   | 0                                                    | 35                                                   | ⅛ финала                                             | [ 37 ] [ 38 ] [ 39 ]                                 |
| 2020—                                                   | Основная статья: Краснодар (женский футбольный клуб) | Основная статья: Краснодар (женский футбольный клуб) | Основная статья: Краснодар (женский футбольный клуб) | Основная статья: Краснодар (женский футбольный клуб) | Основная статья: Краснодар (женский футбольный клуб) | Основная статья: Краснодар (женский футбольный клуб) | Основная статья: Краснодар (женский футбольный клуб) | Основная статья: Краснодар (женский футбольный клуб) | Основная статья: Краснодар (женский футбольный клуб) | Основная статья: Краснодар (женский футбольный клуб) | Основная статья: Краснодар (женский футбольный клуб) | Основная статья: Краснодар (женский футбольный клуб) | Основная статья: Краснодар (женский футбольный клуб) | Основная статья: Краснодар (женский футбольный клуб) | Основная статья: Краснодар (женский футбольный клуб) |
| Итого Высшая лига ВДФСОП (1 сезон)                      | Итого Высшая лига ВДФСОП (1 сезон)                   | Итого Высшая лига ВДФСОП (1 сезон)                   | Итого Высшая лига ВДФСОП (1 сезон)                   | Итого Высшая лига ВДФСОП (1 сезон)                   | Итого Высшая лига ВДФСОП (1 сезон)                   | 24                                                   | 3                                                    | 8                                                    | 13                                                   | 14                                                   | 32                                                   | -18                                                  |                                                      |                                                      |                                                      |
| Итого Первая лига СССР (2 сезона)                       | Итого Первая лига СССР (2 сезона)                    | Итого Первая лига СССР (2 сезона)                    | Итого Первая лига СССР (2 сезона)                    | Итого Первая лига СССР (2 сезона)                    | Итого Первая лига СССР (2 сезона)                    | 36                                                   | 18                                                   | 9                                                    | 9                                                    | 69                                                   | 24                                                   | +45                                                  |                                                      |                                                      |                                                      |
| Итого Высшая лига/Высший дивизион (17 сезонов)          | Итого Высшая лига/Высший дивизион (17 сезонов)       | Итого Высшая лига/Высший дивизион (17 сезонов)       | Итого Высшая лига/Высший дивизион (17 сезонов)       | Итого Высшая лига/Высший дивизион (17 сезонов)       | Итого Высшая лига/Высший дивизион (17 сезонов)       | 327                                                  | 95                                                   | 54                                                   | 178                                                  | 308                                                  | 514                                                  | -206                                                 |                                                      |                                                      |                                                      |
| Итого Вторая лига (2 сезона)                            | Итого Вторая лига (2 сезона)                         | Итого Вторая лига (2 сезона)                         | Итого Вторая лига (2 сезона)                         | Итого Вторая лига (2 сезона)                         | Итого Вторая лига (2 сезона)                         | 31                                                   | 15                                                   | 2                                                    | 14                                                   | 41                                                   | 50                                                   | -9                                                   |                                                      |                                                      |                                                      |
| Итого Первая лига/Первый дивизион (4 сезона)            | Итого Первая лига/Первый дивизион (4 сезона)         | Итого Первая лига/Первый дивизион (4 сезона)         | Итого Первая лига/Первый дивизион (4 сезона)         | Итого Первая лига/Первый дивизион (4 сезона)         | Итого Первая лига/Первый дивизион (4 сезона)         | 67                                                   | 49                                                   | 9                                                    | 9                                                    | 232                                                  | 34                                                   | +198                                                 |                                                      |                                                      |                                                      |
| Всего                                                   | Всего                                                | Всего                                                | Всего                                                | Всего                                                | Всего                                                | 485                                                  | 180                                                  | 82                                                   | 223                                                  | 664                                                  | 654                                                  | +10                                                  |                                                      |                                                      |                                                      |

1. 1 2 3 4 5 6  в сезонах 1989—1994 очки начислялись таким образом: 2 очка за победу, 1 за ничью и 0 за поражение
2. ↑  в сезоне 1992 «Седин-Шисс» в связи с финансовыми трудностями снялся с соревнований по ходу сезона, сменил название на «Кубаночка» и перешел во Вторую лигу 1993
3. ↑  в сезоне 1999 итоговое количество очков определялось по сумме очков, набранных в матчах 2-го этапа и бонусных очков, набранных в матчах 1-го этапа с командами, которые вышли во 2-й этап из той же четвёрки команд в верхней или нижней части таблицы 1-го этапа
4. ↑  после сезона 2001 «Кубаночка» прекратила существование в межсезонье
5. ↑  после сезона 2019 было объявлено о ликвидации ЖФК «Кубаночка» с созданием, отчасти на её базе, нового клуба «Краснодар»

### Кубок СССР/России
без учёта мячей забитых в сериях послематчевых пенальти
без учёта технических результатов

| Сезон                           | Кубок СССР   | Кубок СССР | Кубок СССР | Кубок СССР | Кубок СССР | Кубок СССР | Кубок СССР | Кубок СССР |
| Сезон                           | И            | В          | Н          | П          | МЗ         | МП         | РМ         | Итог       |
| ------------------------------- | ------------ | ---------- | ---------- | ---------- | ---------- | ---------- | ---------- | ---------- |
| 1991                            | 3            | 1          | 0          | 2          | 3          | 6          | -3         | 2ОТ        |
|                                 | Кубок России |            |            |            |            |            |            |            |
| 1992                            | 3            | 0          | 2          | 1          | 2          | 6          | -4         | ¼ финала   |
| 1994                            | 2            | 0          | 1          | 1          | 2          | 3          | -1         | 1ОТ        |
| 1995                            | 2            | 1          | 0          | 1          | 3          | 1          | +2         | ¼ финала   |
| 1996                            | 3            | 0          | 3          | 0          | 1          | 1          | 0          | ⅛ финала   |
| 1997                            | 4            | 1          | 1          | 2          | 4          | 5          | -1         | ½ финала   |
| 1998                            | 3            | 1          | 0          | 2          | 6          | 3          | +3         | ½ финала   |
| 1999                            | 2            | 0          | 0          | 2          | 0          | 10         | -10        | ¼ финала   |
| 2000                            | 2            | 1          | 1          | 0          | 4          | 0          | +4         | ¼ финала   |
| 2001                            | —            | —          | —          | —          | —          | —          | —          | ¼ финала   |
| 2002                            | —            | —          | —          | —          | —          | —          | —          | ¼ финала   |
| 2007                            | 1            | 0          | 0          | 1          | 0          | 1          | -1         | ⅛ финала   |
| 2008                            | 2            | 1          | 0          | 1          | 1          | 7          | -6         | ¼ финала   |
| 2010                            | —            | —          | —          | —          | —          | —          | —          | ¼ финала   |
| 2011/12                         | 1            | 0          | 1          | 0          | 2          | 2          | 0          | ¼ финала   |
| 2013                            | 1            | 0          | 0          | 1          | 0          | 1          | -1         | ⅛ финала   |
| 2014                            | 3            | 2          | 0          | 1          | 7          | 7          | 0          | финалист   |
| 2015                            | 3            | 2          | 0          | 1          | 5          | 4          | +1         | финалист   |
| 2016                            | 3            | 2          | 0          | 1          | 4          | 5          | -1         | финалист   |
| 2017                            | 2            | 1          | 0          | 1          | 10         | 2          | +8         | ¼ финала   |
| 2018                            | 3            | 1          | 1          | 1          | 3          | 2          | +1         | ¼ финала   |
| 2019                            | 1            | 0          | 0          | 1          | 1          | 2          | -1         | ⅛ финала   |
| Всего в Кубке России (21 сезон) | 41           | 13         | 10         | 18         | 55         | 62         | -7         |            |

1. ↑  в кубке СССР 1991 неизвестны результаты первого отборочного тура
2. 1 2  в сезоне 1996 матч отборочного тура «Кубаночка»—«Марсель» закончился со счетом 2:2, но в официальные протоколы был внесён счёт 0:0
3. ↑  в сезоне 2000 «Кубаночка» снялась после первого матча четвертьфинала с самарским ЦСК ВВС
4. 1 2 3  снялся

Молодёжные команды
- Кубаночка-2 (Кубаночка-СДЮШОР): участвовала в Первом дивизионе (сезоны 2010, 2011, 2012, 2014, 2016, 2017, 2018, 2019)
- Кубаночка-3: участвовала во Втором дивизионе (сезоны 2016 и 2018)
- Кубаночка-ЦСП №4: участвовала в Кубке России (сезон 2016)